# Halcampella fasciata
Halcampella fasciata is een zeeanemonensoort uit de familie Halcampoididae.
Halcampella fasciata is voor het eerst wetenschappelijk beschreven door Rodriguez & Lopez-Gonzalez in 2002.